# 射鵰英雄傳角色列表
本條目是金庸所作的武俠小說《射鵰英雄傳》裏人物角色的概覽。

## 主要角色
- 郭靖——郭嘯天與李萍之子，生于蒙古，後南下中原並於張家口邂逅黃蓉與其成為情侶，一起闖蕩江湖，本書結尾時更迎娶黃蓉為其妻子，之後並定居桃花島十餘載。师承江南七怪、蒙古神射手哲別、丹陽子馬鈺、「北丐」洪七公和「老顽童」周伯通。虽然鲁钝但极为忠义，儘管多次被與自己結拜的義弟楊康背叛及陷害，但看在郭楊兩家是世交的份上，而不忍痛下殺手，希望楊康能迷途知返，可惜最後事與願違，未能阻止楊康死於嘉興鐵槍廟。擅長降龍十八掌、空明拳、雙手互搏和練成了九陰真經。該書結尾時成為絕頂高手，武功可與「天下五絕」並駕齊驅，後更於《神鵰俠侶》中的第三次華山論劍繼承了師父洪七公的五絕稱號， 人稱「北俠」。
- 黄蓉——「東邪」黃藥師與馮蘅之獨生女、「北丐」洪七公之徒，於張家口邂逅郭靖後與其成為情侶，一起闖蕩江湖，本書結尾時更嫁給郭靖成為其妻子。後在明霞島上臨危受命，接替了洪七公的丐幫幫主之位，成為丐幫第19任幫主，為首名女性執掌丐幫亦是歷代丐幫幫主中唯一一位女幫主。機智聰明，精通奇門遁甲之術，而且擅長玉簫劍法、滿天花雨擲金針、落英神劍掌和打狗棒法。
- 杨康——楊鐵心與包惜弱之子，从小在金國趙王府长大，為人狡詐卑鄙，在趙王府時認金國六王爺（亦即趙王）完顏洪烈作父，更曾改名為完顏康和協助金人奪得《武穆遺書》，後被宋人認為他認賊作父及被認定為賣國賊。因比武招親與穆念慈邂逅並墮入愛河。原为「长春子」丘处机之徒，后来拜黑風雙煞的梅超风为师，習得九陰白骨爪和摧心掌。因歐陽克覬覦穆念慈的美色而殺害他，並嫁媧給與自己結拜的義兄郭靖，並順水推舟拜「西毒」歐陽鋒為師。後又在桃花島上大開殺戒，與歐陽鋒合作將江南七怪殺害，最後江南七怪僅剩柯鎮惡一人倖存，二人並把罪行嫁媧給黃藥師，意圖使武林混亂，自己則坐收漁人之利。最後楊康因中了黃蓉的計謀，而误触欧阳锋的蛇毒而慘死於嘉興鐵槍廟中。為楊過之生父，但楊過從未見過他，可是人人覺得他們父子彼此面貌十分相似。
- 穆念慈——楊鐵心的養女，因比武招親與其養父之親生兒子楊康邂逅並墮入愛河。從楊鐵心身上，先習得楊家本門功夫和楊家槍法，後經「北丐」洪七公的指點，習得拳法逍遥游。為人隨心善良，後來發現楊康的野心，為了達到目的，不擇手段，因而離開他而去。為楊過之生母，後來在《神鵰俠侶》中，穆念慈獨自養大楊過，但因為她自己與楊康過去痛苦的感情和在本故事接近結尾時從郭靖及黃蓉口中得知楊康的死亡後傷心欲絕，最後到了楊過11歲時因病鬱鬱而終，死後被楊過葬在嘉興鐵槍廟外。

## 天下五絕
- 黃藥師——「天下五絕」中的「東邪」，又稱「黃老邪」，自命不凡，性情孤僻，行動怪異，討厭禮教習俗。他文武兼備，才智卓絕，精通奇門遁甲，獨自開創桃花島一派武功。其成名絕技為玉簫劍法、蘭花拂穴手、落英神劍掌（第3版中改名為「桃花落英掌」）、碧波掌法、東風絕技（狂風絕技）、彈指神通以及碧海潮生曲。
- 歐陽鋒——「天下五絕」中的「西毒」，又稱「老毒物」，為人兇狠毒辣，為求戰勝其餘四絕，奪得「武功天下第一」的名號，而不擇手段地一心搶掠《九陰真經》。來自西域白駝山，擅長蛤蟆功、靈蛇拳和白駝雪山掌。後來歐陽鋒被黃蓉騙得逆練《九陰真經》而走火入魔，瘋瘋癲癲，忘了自己是誰，即使「東邪」黃藥師及「北丐」洪七公亦無可奈何。但是他逆練之後竟歪打正著，所有經脈顛倒移位，倒立而行，反而練出一套全新的武功，越練越怪，越怪越強，更以怪招在第二次華山論劍中接連打敗了郭靖、黃藥師及洪七公三人，終於獲得了「武功天下第一」的稱號，但馬上就被黃蓉的伶牙俐齒而給說瘋了，忘記自己的名字。
- 一燈大師——「天下五絕」中的「南帝」，原名「段智興」，乃是雲南大理國「宣宗功極皇帝」，退位後出家為僧，擅長一陽指，得重阳真人王重陽於去世前传授先天功，並以一陽指交換。
- 洪七公——「天下五絕」中的「北丐」，又稱「九指神丐」，本名「洪七」，丐幫第18任幫主。生性好吃，說話直接，為人卻以仁義為本。見到不平之事，便暗中扶危濟困。成名絕技為降龍十八掌和打狗棒法、逍遥游掌。
- 王重陽——世稱重陽真人，「天下五絕」中的「中神通」，武功天下第一，全真教創始人之一。於故事開始前已離世，修炼有道家绝世内功先天功。逝世前傳授南帝段智興先天功，得南帝以一陽指交換，並以此重創欲奪《九陰真經》的西毒歐陽鋒。

## 全真教
- 周伯通——是全真教創始人之一， 天下五絕之一的「中神通」王重陽的師弟，全真七子的師叔。潛心武學，習武成痴，行事不按江湖傳統，性格胡鬧，思想單純，一生忠厚樸實，喜歡戲弄人家。因行事幼稚，因此人稱「老頑童」。在王重陽逝世後成為全真教中武功最強的高手。曾被黃藥師囚禁於桃花島15年，並在島上與郭靖結拜為義兄弟。在被困在島上期間自創七十二路空明拳和雙手互搏之術（亦稱「左右互搏」），此時武功已與天下五絕不相伯仲，之後又誤識九陰真經，故武功近乎天下第一。
- 全真七子——以馬鈺為首，「中神通」王重陽的徒弟、「老頑童」周伯通的師姪，擅長全真劍法和天罡北斗陣。全真七子分別是：「丹陽子」馬鈺、「長真子」譚處端、「長生子」劉處玄、「長春子」丘處機、「玉陽子」王處一（又稱「鐵腳仙」）、「廣寧子」郝大通、「清靜散人」孫不二。
- 甄志丙（旧版為尹志平）（全真教，丘處機之徒）（※按史實出生年分與小說起始年號慶元年間為基準，歲數比郭靖年長三十歲左右，小說中設定年歲與郭靖相近。）
- 李志常（全真教）
- 張志敬（全真教）
- 王志坦（全真教）
- 祁志誠（全真教）
- 張志仙（全真教）
- 趙志敬（全真教，王處一之徒）
- 程瑤迦（孫不二之徒）
程瑤迦是江蘇寶應程家的大小姐，曾經跟全真教的「清淨散人」孫不二學武功，但武功平平。美貌受惡人歐陽克覬覦，故邀請丐幫八袋長老「江東蛇王」黎生保護。可是最後還是給歐陽克識破，幸得郭靖以降龍十八掌將歐陽克擊退，她才獲救。當時程瑤迦對郭靖好生感激，雖對他認識不深，卻產生了少量愛意。而後她為了見郭靖，離家探訪他的故鄉——臨安牛家村，因而結識了太湖歸雲莊少主陸冠英和全真教師兄尹志平，但不幸又碰著歐陽克。後來黃藥師出現，突然撮合她和陸冠英，後結成夫婦。雖然程瑤迦對郭靖芳心暗許，但是瞭解自己對郭靖大多為感激之情後，亦對陸冠英有不少好感，百般扭捏後答應。之後她便與陸冠英在太湖歸雲莊裡生活。後來在歸雲莊被歐陽鋒燒毀後，陸乘風舉家遷至大勝關定居。而程瑤迦在《神鵰俠侶》中曾與丈夫陸冠英和郭靖與黃蓉兩夫婦聯手合辦英雄大會，廣邀天下各路英雄齊聚陸家莊選出武林盟主大位。

## 各方勢力

### 白駝山莊
- 歐陽克—— 西域崑侖白駝山少主，為「西毒」歐陽鋒與他的嫂子私通後所生之子（雖為叔姪，但親如父子），人稱「小毒物」。歐陽克雖然文武雙全，但生性風流，經常擄掠良家婦女。曾多次對黃蓉、穆念慈以及全真教孫不二的徒弟程瑤迦起色心，後被黃蓉用計在明霞島以千鈞巨岩壓斷他雙腿，最終歐陽克因為對穆念慈有非份之想而激怒楊康，以致被楊康偷襲刺殺身亡。

### 鐵掌幫
上官劍南——鐵掌幫第十三代幫主，裘千仞之師父，故事开始时已去世。
- 裘千仞——反派人物，鐵掌幫幫主，外號「鐵掌水上飄」，武功直迫「天下五絕」、擅長鐵掌功和“水上飄”輕功。因此王重陽便邀請他參與第一次華山論劍，然而他因鐵掌功未練得大成，自知會輸給王重陽而拒絕赴會，結果王重陽果然贏得天下第一之名。到了二次華山論劍時，他認為自己武功只有不及老頑童周伯通，便打算用蛇嚇走他，就有力去爭天下第一。不過，瑛姑等人出現阻止他論劍比武，以及訓斥他以往所作所為。最終他痛改前非，後跟隨一燈大師修行，法號「慈恩」。
- 裘千丈——裘千仞雙生兄長，擅長偽裝造假騙術，常假冒裘千仞到處招搖撞騙。【死於鐵掌峰上】
- 喬寨主（鐵掌幫門下）

### 桃花島
- 黃夫人：黃藥師的妻子，姓馮[1]，小字阿衡[2]。由于金庸未在小说为冯氏设定正式的名字，一些改编的影视作品则使用“冯衡”这个名字。有過目不忘之本領，曾為黃藥師默寫《九陰真經》下冊，一字不漏。馮氏懷著獨生女黃蓉不久後，徒弟「銅屍」陳玄風與「鐵屍」梅超風盜走《九陰真經》下冊，並私奔逃離桃花島，黃藥師因而急怒交加，馮氏為安撫丈夫，苦思《九陰真經》下冊的經文，終至心力交瘁，難產而死，留下一本殘缺不全的《九陰真經》。馮氏死後，葬在桃花島，其墓碑上刻著「桃花島女主馮氏埋香之塚」。
- 曲靈風：弓腰曲背，鬢邊見白，是黃藥師大弟子，武功為眾師兄弟之冠，擅長輕功，行走如風，武功變化莫測，擅於铁八卦神功。因陳玄風、梅超風二人盜取《九陰真經》而跟其他弟子一起被黃藥師挑斷腳筋且驅逐出桃花島。在《射鵰英雄傳》登場時，寄住在牛家村小酒店，化名曲三，與鄰里郭嘯天、楊鐵心交好。後因欲取文畫之寶以獻其師，深潛大內，並無意中將藏有《武穆遺書》所在地之畫卷一併盜出，被欽賜武功大夫忠州防禦使石彥明追殺至酒店秘室，雙方搏鬥至死。其骸骨於多年後被郭靖、黃蓉等人發現。死後遺下一名女兒，人稱傻姑。
- 陳玄風：黃藥師之徒，臉色焦黃，有如赤銅，臉上從來不露喜怒之色，好似殭屍一般，周身銅筋鐵骨，刀槍不入，外號「銅屍」。因與梅超風私訂終身，俩人学艺未成，却暗中相爱，又担心被师父发觉性命不保，就偷偷逃离桃花岛。走时自知武功卑微，在江湖上防身有余，成名不足，于是将黄药师视为至宝的半部《九阴真经》偷走，两人急于求成，功夫愈练愈邪。二人在江湖合稱「黑風雙煞」。他和梅超風雖然一往情深，平常卻總以「臭婆娘、賊婆娘」來稱呼她。二人在蒙古修炼武功之时，与「江南七怪」发生冲突，陈玄风杀死七怪中的“笑弥陀”张阿生，同时，梅超风的双眼也被江南七怪刺瞎。更具戏剧性的是，当时尚且年幼的郭靖在情急之下用小匕首一刀刺向陈玄风的肚脐，将其杀死。死前令梅超風將紋於胸口的經文取走。
- 梅超風：原名梅若華，「東邪」黃藥師之徒，與師兄陳玄風私結夫婦，背叛師門，江湖上人稱「黑風雙煞」，武功高強，擅長九陰白骨爪、白蟒鞭法和摧心掌。曾傳授楊康九陰白骨爪。雙目被柯鎮惡刺瞎。最後為黃藥師擋下歐陽鋒畢生功力的蛤蟆功而死，死前重新拜入桃花島門下。
- 陸乘風：黃藥師門下四弟子，擅長劈空掌及奇門遁甲之術。因陳梅二人盜取《九陰真經》而跟其他弟子一起被黃藥師挑斷腳筋並驅逐出桃花島。離開桃花島後，陸氏定居江南太湖，在那裡娶妻生子，以桃花島之佈局於太湖邊修築歸雲莊乃間接地建立其門派的分支，做了不少俠義之舉，直到其子陸冠英成年後便深藏不露， 以陸冠英統領太湖水盜。後因捕獲大金趙王完顏洪烈的養子楊康而引楊康之師——陸氏師姐——梅超風來救。陸、梅二人本有私怨，本應有惡戰，後因黃藥師到來而了結，黃藥師重收陸氏歸門，要求陸尋訪其他師兄弟並授法治療腳傷。「西毒」歐陽鋒火燒歸雲莊後，陸氏舉家遷至大勝關築陸家莊，但定居幾年後病逝。
- 武眠风（新修版为武罡风）：桃花島黃藥師之徒，早死。
- 馮默風：黃藥師妻子產後剛死、陳玄風和梅超風偷盜九陰真經下卷後，黃藥師在悲痛之中一氣之下把所有弟子挑斷腳筋並逐出桃花島。當時，馮默風是年紀最小的弟子，武功最低，唯於武林中已屬一流高手，功力與赤煉仙子李莫愁不相上下。一直到《神鵰俠侶》出現。請參閱：神鵰俠侶角色列表。
- 曲傻姑：曲靈風之女，因父親被害而壞了腦子，曾偷看其父練武而會桃花島武功。

#### 歸雲莊
- 陸冠英（太湖西畔歸雲莊少莊主，陸乘風之子，仙霞派枯木大師之徒）
陸冠英父親為桃花島黃藥師門下陸乘風，但由於陸乘風隱藏武功，緊守師門規定，未傳子任何桃花島武功。冠英遂拜臨安府雲棲寺的仙霞派枯木大師為俗家弟子，武功實力雖然不如其父然而也不差。歸雲莊臨太湖而建，陸冠英亦為太湖群盜之首，節制各寨水盜，抗宋官、抵金人。後黃藥師重收陸乘風歸門，陸冠英亦得隨其父習桃花島武功。於臨安牛家村中結識江蘇寶應程家的大小姐程瑤迦，並在黃藥師主持下，相識半日即結髮為夫婦。後來被「西毒」歐陽鋒火燒歸雲莊後，陸乘風舉家遷至大勝關建陸家莊定居。

### 丐幫
- 洪七公（丐幫第18任幫主，天下五絕之一的「北丐」）
- 魯有腳（丐幫污衣派，四大長老之一，到了《神鵰俠侶》時代更成為丐幫第20任幫主）
- 彭長老（丐幫淨衣派，四大長老之一，擅使攝魂術，後被降為四袋弟子）
- 簡長老（丐幫淨衣派，四大長老之一）
- 梁長老（丐幫淨衣派，四大長老之一）
- 黎生（人稱「江東蛇王」，會降龍十八掌中的「神龍擺尾」）【在丐幫岳州大會上自殺】
- 余兆興（黎生的師姪）【在丐幫岳州大會上自殺】

### 大理段氏
- 瑛姑——本名劉瑛，外號「神算子」、本是「南帝」段智興的愛妃，因和「老頑童」周伯通私通後產下一男嬰，後來兒子被裘千仞打至重傷，段智興因為突生醋意不願相救，遂間接造成該嬰兒之死，之後瑛姑便離宮獨自在黑沼澤生活，並一心要找段智興報仇。
- 點蒼漁隱（漁）（一燈大師之徒，原為大理國臣子：水軍都督）
- 樵夫（樵）（一燈大師之徒，原為大理國臣子：大將軍）
- 武三通（耕）（一燈大師之徒，原為大理國臣子：御林軍總管）
- 朱子柳（讀）（一燈大師之徒，原為大理國臣子：丞相）

### 江南七怪
江南七怪——以柯鎮惡為首，是郭靖的開山師父。武功不算高，卻亦為英雄俠義之士。
江南七怪分別是：
- 「飛天蝙蝠」柯鎮惡
- 「妙手書生」朱聰
- 「馬王神」韓寶駒
- 「南山樵子」南希仁
- 「笑彌陀」張阿生
- 「鬧市俠隱」全金發
- 「越女劍」韓小瑩

除柯鎮惡和張阿生之外，其余五人均于桃花島上被楊康與「西毒」歐陽鋒合作殺死（實際上韓小瑩是自知不夠二人打，寫下兇手名字之後自刎而死），他們並趁機把五人之死嫁禍黃藥師，企圖在武林中掀起一場腥風血雨，意圖使武林混亂，自己則坐收漁人之利。但事後被黃蓉機智地在嘉興鐵槍廟中揭穿了歐陽鋒及楊康的陰謀，替黃藥師洗脫了殺人罪名，並意外透過身上的軟蝟甲上的毒蛇之毒讓偷襲的楊康中毒而死，而張阿生則早在蒙古被「黑風雙煞」中的「銅屍」陳玄風殺死。

### 牛家村
- 郭嘯天——字啸天[3]，郭靖之父、李萍之夫、梁山泊好漢地佑星賽仁貴郭盛的後代，習得他家傳功夫並畫戟法。【在本故事開頭於臨安牛家村被段天德所殺】
出生於山東，結識楊鐵心。兩人因恥於在金國女真族統治下生活，一同遷至臨安牛家村，並與楊鐵心結為異姓兄弟，在那裡會見並娶李萍為妻。生子郭靖。後因完顏洪烈垂涎楊鐵心妻子包惜弱美色，而令宋朝武官段天德捕殺郭楊二人，最終郭嘯天被段天德砍掉右膀失血過多而死。
- 李萍——郭靖之母、郭嘯天之妻。【於蒙古在郭靖面前自殺】
自幼從事農務。在郭嘯天死後，她被段天德挾持，輾轉在蒙古漠北成功逃脫並產下郭靖。自此於蒙古居住二十多年，本來會成為金刀駙馬之母。在成吉思汗下令郭靖與拖雷等三人在滅金後，速破南宋臨安時，郭靖不從，李萍遂自殺令郭靖可以輕裝逃離蒙古返回中原。
- 楊鐵心——字铁心[4]，楊家將的後人，楊康之生父、包惜弱之夫、郭嘯天之結拜弟、楊過之祖父。習得一手「楊家槍法」，出槍甚長，且有虛實，有奇正，進其銳，退其速，其勢險，其節短，不動如山，動如雷震。【在金中都被完顏洪烈官兵攻擊下自殺】
其曾祖父是抗金名將楊再興， 因此是北宋楊家將的後人。他與郭嘯天均生長於山東，共同離開金國領地，一同遷至臨安牛家村中，在那裡與鄰近的紅梅村包惜弱結合。兩年後，他的妻子懷上了他的孩子，取名楊康。由於其妻的美色，惹來了完顏洪烈的殺機而下令段天德捕殺郭楊二人，楊鐵心奮力殺敵，卻身受重創。後來為荷塘村村民所救，改名穆易（「楊」字拆開形似「木易」[5]）。恩人一家六人因病去世後，收了其剛出生的女兒為養女，取名為穆念慈，並教她楊家的本門功夫。為尋找失散的妻兒及郭家遺孀，父女倆便闖蕩江湖，相依為命。在汴梁，因曾與義女相助兩名受傷的丐幫弟子而與其幫主「北丐」洪七公在信陽有過一面之緣。十八年後，於金國中都趙王官邸重遇妻子包惜弱及親生兒子楊康，並帶他們回宋境安置。後來為完顏洪烈所追捕，到最後被迫自殺身亡，包惜弱跟著亦自殺殉夫。
- 包惜弱——楊康之母、楊鐵心之妻、穆念慈之義母及楊過之祖母。【與楊鐵心一同自殺】
包惜弱生於臨安府內的紅梅村。她因童年時愛惜小動物，不忍殺生，由於書塾教書的父親為她取名惜弱。由於性格單純救人，而無意中導致郭楊二人悲劇，也引起她兒子的性情乖僻和悲慘下場，因而黯然致自己成為禍水；包惜弱與楊鐵心成親後，遷至牛家村。兩年後，惜弱懷有了他的孩子，取名楊康。曾救金國王爺完顏洪烈的性命，使得他對其一見傾心。楊鐵心失蹤後，她被完顏洪烈所救，在無依無靠下，與完顏洪烈成為掛名夫妻，並在隨後於趙王府中生下楊康。但是十八年來，她柔軟心腸令惜弱對兒子缺乏嚴厲管教，間接縱子為禍。後在趙王府遇上更名穆易的楊鐵心引發完顏洪烈的殺機。而楊康拒絕承認生父，後楊鐵心被迫自殺，包惜弱亦自殺殉情。

### 蒙古
- 鐵木真——雄才偉略，統一蒙古各部落，因而贏得「成吉思汗」稱號。他收留了郭靖及李萍兩母子，並打算將女兒華箏許配給郭靖。【病死】
- 拖雷——鐵木真幼子，排行第四，是成吉思汗最寵愛的兒子，與郭靖從小認識，結成「安答」（即蒙古人對義兄弟的稱呼）。
- 華箏——鐵木真女兒，和郭靖青梅竹馬並一直喜歡他，後來被成吉思汗定下婚約許配給郭靖，使郭靖成為蒙古的金刀駙馬，但郭靖從來只把她視為妹妹。因為郭靖之母親李萍間接因她自殺而死使她對郭靖深感愧疚，以及知道自己並不是郭靖的摯愛（因郭靖從來只深愛黃蓉一人），使她遂自行解除與郭靖的婚約，並在最終遷移於西域隱居，並誓永不與郭靖再相見。
- 木華黎（鐵木真手下將领，蒙古的開國四大功臣之一）
- 博爾朮（鐵木真手下將领，蒙古的開國四大功臣之一）【死於完顏洪烈箭下】
- 博爾忽（鐵木真手下將领，拖雷的師父，蒙古的開國四大功臣之一）
- 赤老溫（鐵木真手下將领，蒙古的開國四大功臣之一）
- 窩闊台（鐵木真的第三子）
- 者勒蔑（鐵木真手下將领）
- 忽都虎（鐵木真的義弟）
- 哲別（原為泰亦赤兀部之神箭手，後為鐵木真手下猛將，郭靖師父之一）
- 朮赤（鐵木真的長子）
- 察合台（鐵木真的次子）
- 王汗（鐵木真的義父）【被乃蠻人所殺】
- 札木合（鐵木真的義弟，王罕的義子）【被成吉思汗賜不流血而死（被巨石壓死）】
- 桑昆（王罕之子）【被西遼人所殺】
- 都史（桑昆之子）【在亂軍中被馬蹄踏成了肉泥而死】
- 莫圖根（察合台的長子）
- 速不台（鐵木真手下將领）

### 金國

#### 金室
- 金章宗完顏璟（金國第六位皇帝，完顏洪熙、完顏洪烈的父皇，僅在故事中提及。）

- 完顏洪烈——金國六王爺，金國章宗皇帝的六王子，爵封趙王，一生中做了很多事情：他為了得到楊鐵心的妻子包惜弱，買通宋朝軍官段天德率領宋兵進攻牛家村，最後段天德殺死了楊鐵心的結拜兄弟郭嘯天，楊鐵心則墜落谷底。他後來娶了包惜弱為妻，兩人卻是有名無實的夫妻，但他把楊鐵心和包惜弱的兒子楊康（當時改名為完顏康）當成親生兒子一樣的教養。【於花剌子模都城撒馬爾罕被郭靖及黃蓉合作擒獲並獻給成吉思汗，完顏洪烈最終被成吉思汗判斬首】

（※原型為金章宗幼子葛王完顏忒鄰，然史實上僅出生百日於泰和三年夭折早薨。小說中事蹟為金庸杜撰虛構創作。）
- 完顏洪熙（金國章宗皇帝的第三子，爵封榮王），完顏洪烈並列的王爺兄長，與完顏洪烈同行出使蒙古時，以傲慢態度贈金給在席位一旁的年少郭靖，反被郭靖將贈金砸向他同時嚴斥辱罵。

（※史實上金章宗的兒子們幾乎早夭沒一個活到成年。）

#### 完顏洪烈手下高手
- 梁子翁

為長白山高手，人稱「蔘仙老怪」，絕技為遼東野狐拳，為一身法靈動，多為虛招的拳術。身材中等，白发如银，脸色光润，犹如是童颜白发，神采奕奕，穿葛布长袍，打扮非道非俗；另外擅長使用子午透骨釘作為暗器。小說中是個助紂為虐的奸人，幫助金人殘害大宋武林豪傑。曾在年輕時因相信採陰補陽的練功法門，強押處女破處，而遭丐幫幫主洪七公懲罰並拔光頭髮，因此成了禿子，且對洪七公害怕恭敬之極。
耗費二十年光陰，以各類珍奇藥材飼養的大腹蛇被郭靖吸盡了血使其百毒不侵，心心念念想喝郭靖的血。最後在華山上想喝郭靖血時失足墮崖而死。他是完顏洪烈手下五大高手中唯一沒有活到神鵰時代的。
- 靈智上人

為西藏密宗高手，以「五指秘刀」武功馳名西南。身披大红袈裟，头戴一顶金光灿然的尖顶僧帽，身材魁梧之极。小說中是個助紂為虐的奸人，幫助金人殘害大宋武林豪傑。曾在金國趙王府以毒砂掌暗襲全真教王處一，雖使王處一中毒受傷，但自己也傷得不輕。
在金國趙王完顏洪烈的船上，見到彭連虎，沙通天等人對歐陽鋒恭敬不已感到心中不服，向歐陽鋒挑釁而遭制服，被歐陽鋒及周伯通投擲戲耍。靈智上人練功之破綻就在後頸，因此歐陽鋒，周伯通及黃藥師都是一抓即中。後藉口與周伯通比賽定力，實為讓彭連虎等人趁機對付武功全失的洪七公；而靈智上人早已被彭連虎等人點穴，自然是動彈不得。後來在第二次华山论剑之时，他與彭連虎其餘三人均在華山被「老頑童」周伯通制服，後被囚於重陽宮。后因脱逃时杀死几名看守的全真弟子，全真教道人为惩罰其过恶，打折了他一腿，又损了他的眼睛。直到《神雕侠侣》中講述重阳宫遭受蒙古的围攻，全真教上下为全力抵抗，对他们疏于看守，让其四人逃出重阳宫，后在嘉兴的铁枪庙（杨康惨死的地方）遇见楊康之兒子杨过。
- 彭連虎

人稱「千手人屠」。是个大盗，外号「千手人屠」，这“千手”是说他既精于打暗器，手上的功夫又快；人屠则是说他心狠手辣，只要下手就绝不容情，为达目的，更会不择手段。但其心思细密，对于武学一道更是所知者广，否则也不敢与黄蓉订下十招之约，打探她的武功家数。原著中还曾提到，彭连虎身材矮小，却目光如电，身手敏捷，诡计多端。他在中原颇有名气。他的主要兵器是一对镔铁判官笔。 　　
这位彭寨主与黄河幫甚是交好，与「鬼门龙王」沙通天更是莫逆之交，两人经常互为援手，大做没本钱买卖。彭连虎在整部《射雕》中戏份不少，却都不太重要，更多的时候，他出演的是沙通天、侯通海、灵智上人和梁子翁等人的智囊，只可惜这个智囊容积有限，通常没多大用。 　　
结局和灵智上人相同，第二次华山论剑之时，他与其餘三人均在華山被「老顽童」周伯通拿住，交给丘处机及王处一等看守，监禁在终南山重阳宫中，要他们改过自新後才释放。他们四人恶性难除，千方百计地设法脱逃，但每次均给追了回来。第三次脱逃之时，他和灵智上人及侯通海杀了几名看守的全真弟子。全真教道人为惩罰其过恶，打折了他一腿，又损了他的眼睛。直到《神雕侠侣》中講述重阳宫遭受蒙古的围攻，全真教上下为全力抵抗，对他们疏于看守，让其四人逃出重阳宫，后在嘉兴的铁枪庙遇见杨过，在杨过的追问下，说出了当年在铁枪庙发生的一切事情。他意图对杨过说杨康的好话，却只说出杨康“礼贤下士”“人品是十分……十分英俊潇洒的”，从而证实了杨康是一个什么样的人物。
- 侯通海

人稱「三頭蛟」，為黃河幫高手，但武功远逊于师兄沙通天，轻易被陆冠英，尹志平及程遥迦联手打败。四十岁左右的青脸瘦子，面颊极长，额角上肿起了三个大肉瘤，形相极是难看。小說中是個助紂為虐的奸人，幫助金人殘害大宋武林豪傑。第二次华山论剑之时，他与其餘三人均在華山被「老顽童」周伯通制服，一併被囚於重陽宮，并因逃跑未遂杀害几名看守的全真弟子而被全真教道打折一腿损了眼睛，至神鵰時代才逃出。
- 沙通天

為黃河幫高手。天禿頭，頂上沒半根頭髮，雙目佈滿紅絲，眼珠突出。小說中是個助紂為虐的奸人，幫助金人殘害大宋武林豪傑，有一師弟「三頭蛟」侯通海。綽號「鬼門龍王」，門下四大弟子為「黃河四鬼」，由於鬼門龍王脾氣暴躁，動輒打罵，因此黃河四鬼僅習得沙通天武學不足三成，因黃河四鬼被郭靖打敗而令他對上江南七怪，對金國六王爺（亦即趙王）完顏洪烈忠貞不二。
沙通天在嘉興铁枪庙中為了制服因身中蛇毒而神智錯亂的楊康，反遭楊康抓傷手臂而染上蛇毒，彭連虎當機立斷砍斷沙通天手臂以保其性命。第二次华山论剑之时，在華山被「老頑童」周伯通制服，與彭連虎其餘三人一併被囚於重陽宮，至神鵰時代才逃出。因先前在逃脱未遂时没有杀人，成为四人中唯一眼睛腿脚皆完好者。
- 沈青剛：鬼門龍王門下「黃河四鬼」之一，人稱「斷魂刀」。
- 吳青烈：鬼門龍王門下「黃河四鬼」之二，人稱「追命槍」。
- 馬青雄：鬼門龍王門下「黃河四鬼」之三，人稱「奪魄鞭」。【被陸冠英用重手震死】
- 錢青健：鬼門龍王門下「黃河四鬼」之四，人稱「喪門斧」。

这四个人与其师父一起投靠大金赵王完颜洪烈手下，四人武功平平，头脑都不太灵光，多次受黃蓉戲弄。

#### 其他人
- 湯祖德：趙王完顏洪烈手下親兵隊長，楊康幼時之師。

### 次要人物
- 張十五（說書人）為射鵰英雄傳新修版登場之開頭人物。【向郭嘯天與楊鐵心和曲三在酒席上以闡述故事方式，談論南宋政局情勢】
- 柯辟邪（『飛天神龍』柯鎮惡之兄）【死於陳玄風掌下】
- 簡管家（趙王府裡的管家　曾被黃蓉扭斷右臂臂骨）
- 「鐵槍」王彥章（五代時名將）
- 摩訶末（花剌子模國國王）【病死】
- 楊過——楊康之遺腹子，穆念慈之子。亦為金庸另一作武俠小說《神鵰俠侶》故事主人公，人稱「神鵰俠」或「神鵰大俠」。（在1980年修訂版中楊過生母為穆念慈，在舊版中其生母則為秦南琴。）
- 秦南琴（出現於第一版《射鵰英雄傳》及《神鵰俠侶》，首次出現於《射鵰英雄傳〈新盟舊約〉》一回。此角色自1980年修訂版中，其楊過生母身份被穆念慈取代，其餘大部分情節連同血鳥一角遭原作者金庸刪除，為僅存於舊版《射鵰英雄傳》中之人物。）——江西出生，籍貫廣東，隨爺爺秦老漢森林中捕蛇維生，學得一手打蛇絕活。在舊版因受郭靖所救而暗戀郭靖，但後來遭到楊康污辱並生下一子楊過。

#### 宋朝廷
- 宋寧宗趙擴(南宋第四位皇帝，僅在故事中提及，故事開首時間點被認為在慶元年間。)
- 黃裳（北宋朝廷端明殿學士；奉詔緝殺明教人士當中有江湖人士，事後遭江湖人士親屬追殺，被迫逃亡隱居避禍，著錄了《九陰真經》）
- 段天德（威果第六指揮使，於本故事開首捉拿郭嘯天及楊鐵心的帶隊軍官）【在太湖歸雲莊死于楊康之手】
- 韓侂冑（南宋宰相，僅在故事中提及，故事開首被評為如秦檜的奸臣）(※史實是因頒佈黨禁打壓理學子弟，招致理學黨人怨恨，後遭史彌遠與楊皇后一黨聯手矯詔謀害身亡。)
- 蓋運聰（嘉興府的知府）【與姜文會見當時化名顏烈(完顏洪烈)，以歸還失竊銀兩名義將兩盤金子、銀子交給完顏洪烈。】
- 趙師睪(臨安府的府尹)【為討好韓侂冑，在韓侂冑逛自家新修建莊園時扮狗學狗吠討歡心，其事跡在新修版被楊鐵心向郭嘯天提及調侃】
- 姜文（秀水縣知縣）
- 王道乾（南宋兵部尚書，賣國奸臣）【被丘處機以是暗通金國的奸細為名義所殺】
- 史彌遠（南宋宰相，賣國奸臣）【繼韓侂冑之後的南宋宰相】(※因為對理學一黨較友好，不被列入奸臣傳記。)
- 呂文德（襄陽安撫使）【新修二版登場，蒙古攻宋時，因庸碌無為，被郭靖黃蓉脅迫交出兵符，讓郭靖黃蓉假領襄陽城軍事對抗蒙古軍】，按史實時點還未成為統督襄陽的安撫使，登場情節以新修三版取代。
- 李全(青州忠義軍首領)【新修三版登場，自持助宋抗金戰功逐漸驕傲自大，對來訪郭靖黃蓉二人態度輕藐】，原型是紅襖軍將領李全。
- 石彥明（欽賜武功大夫，忠州防禦使）【死於曲靈風之飛刀】

#### 仙霞派
- 焦木大師：法華寺枯木大師的師弟，和江南七怪是好友，有一友人在朝廷任职，名叫段天德。郭靖母亲李萍被段天德抓住之后，先是关押在军营之内，后转押枯木大师的栖云寺，最后关押在焦木大师的法华寺。长春真人丘处机为救郭氏前来索人，丘处机和枯木大师、江南七怪一场战斗之后，双方两败俱伤，此时段天德押着郭氏李萍跑了出来，原本他打算杀掉丘处机，却被受伤的焦木大师干预而作罢，遂押着郭氏匆慌而逃。焦木大师见自己误信了段天德，出于内疚和歉意，于是自己用掌力震碎天灵盖而死。
- 枯木大師（雲棲寺的主持 段天德的伯父 浙閩交界處仙霞派嫡傳 少林派旁支）

## 人物家族關係圖

### 郭靖和黃蓉家族
| 郭盛   |        |        |        |        |        |        |        |        |        |      |      |      |      |      |      |        |        |        |        |        |        |      |      |        |        |        |        |        |        |        |        |          |          |          |          |          |          |        |        |        |        |  |  |        |        |        |        |        |        |  |  |        |        |        |        |        |        |  |  |        |        |        |        |        |        |  |  |
|        |        |        |        |        |        |        |        |        |        |      |      |      |      |      |      |        |        |        |        |        |        |      |      |        |        |        |        |        |        |        |        |          |          |          |          |          |          |        |        |        |        |  |  |        |        |        |        |        |        |  |  |        |        |        |        |        |        |  |  |        |        |        |        |        |        |  |  |
|        |        |        |        |        |        |        |        |        |        |      |      |      |      |      |      |        |        |        |        |        |        |      |      |        |        |        |        |        |        |        |        |          |          |          |          |          |          |        |        |        |        |  |  |        |        |        |        |        |        |  |  |        |        |        |        |        |        |  |  |        |        |        |        |        |        |  |  |
| 郭嘯天 | 郭嘯天 | 郭嘯天 | 郭嘯天 | 郭嘯天 | 郭嘯天 |        |        | 李萍   | 李萍   | 李萍 | 李萍 | 李萍 | 李萍 |      |      | 黄药师 | 黄药师 | 黄药师 | 黄药师 | 黄药师 | 黄药师 |      |      | 馮氏蘅 | 馮氏蘅 | 馮氏蘅 | 馮氏蘅 | 馮氏蘅 | 馮氏蘅 |        |        |          |          |          |          |          |          |        |        |        |        |  |  |        |        |        |        |        |        |  |  |        |        |        |        |        |        |  |  |        |        |        |        |        |        |  |  |
| 郭嘯天 | 郭嘯天 | 郭嘯天 | 郭嘯天 | 郭嘯天 | 郭嘯天 |        |        | 李萍   | 李萍   | 李萍 | 李萍 | 李萍 | 李萍 |      |      | 黄药师 | 黄药师 | 黄药师 | 黄药师 | 黄药师 | 黄药师 |      |      | 馮氏蘅 | 馮氏蘅 | 馮氏蘅 | 馮氏蘅 | 馮氏蘅 | 馮氏蘅 |        |        |          |          |          |          |          |          |        |        |        |        |  |  |        |        |        |        |        |        |  |  |        |        |        |        |        |        |  |  |        |        |        |        |        |        |  |  |
|        |        |        |        |        |        |        |        |        |        |      |      |      |      |      |      |        |        |        |        |        |        |      |      |        |        |        |        |        |        |        |        |          |          |          |          |          |          |        |        |        |        |  |  |        |        |        |        |        |        |  |  |        |        |        |        |        |        |  |  |        |        |        |        |        |        |  |  |
|        |        |        |        | 郭靖   | 郭靖   | 郭靖   | 郭靖   | 郭靖   | 郭靖   |      |      |      |      |      |      |        |        |        |        | 黄蓉   | 黄蓉   | 黄蓉 | 黄蓉 | 黄蓉   | 黄蓉   |        |        |        |        |        |        | 耶律楚材 | 耶律楚材 | 耶律楚材 | 耶律楚材 | 耶律楚材 | 耶律楚材 |        |        |        |        |  |  | 武三通 | 武三通 | 武三通 | 武三通 | 武三通 | 武三通 |  |  | 武三娘 | 武三娘 | 武三娘 | 武三娘 | 武三娘 | 武三娘 |  |  |        |        |        |        |        |        |  |  |
|        |        |        |        | 郭靖   | 郭靖   | 郭靖   | 郭靖   | 郭靖   | 郭靖   |      |      |      |      |      |      |        |        |        |        | 黄蓉   | 黄蓉   | 黄蓉 | 黄蓉 | 黄蓉   | 黄蓉   |        |        |        |        |        |        | 耶律楚材 | 耶律楚材 | 耶律楚材 | 耶律楚材 | 耶律楚材 | 耶律楚材 |        |        |        |        |  |  | 武三通 | 武三通 | 武三通 | 武三通 | 武三通 | 武三通 |  |  | 武三娘 | 武三娘 | 武三娘 | 武三娘 | 武三娘 | 武三娘 |  |  |        |        |        |        |        |        |  |  |
|        |        |        |        |        |        |        |        |        |        |      |      |      |      |      |      |        |        |        |        |        |        |      |      |        |        |        |        |        |        |        |        |          |          |          |          |          |          |        |        |        |        |  |  |        |        |        |        |        |        |  |  |        |        |        |        |        |        |  |  |        |        |        |        |        |        |  |  |
|        |        |        |        |        |        |        |        |        |        |      |      |      |      |      |      |        |        |        |        |        |        |      |      |        |        |        |        |        |        |        |        |          |          |          |          |          |          |        |        |        |        |  |  |        |        |        |        |        |        |  |  |        |        |        |        |        |        |  |  |        |        |        |        |        |        |  |  |
|        |        |        |        | 郭破虜 | 郭破虜 | 郭破虜 | 郭破虜 | 郭破虜 | 郭破虜 |      |      | 郭襄 | 郭襄 | 郭襄 | 郭襄 | 郭襄   | 郭襄   |        |        | 郭芙   | 郭芙   | 郭芙 | 郭芙 | 郭芙   | 郭芙   |        |        | 耶律齐 | 耶律齐 | 耶律齐 | 耶律齐 | 耶律齐   | 耶律齐   |          |          | 耶律燕   | 耶律燕   | 耶律燕 | 耶律燕 | 耶律燕 | 耶律燕 |  |  | 武敦儒 | 武敦儒 | 武敦儒 | 武敦儒 | 武敦儒 | 武敦儒 |  |  | 武修文 | 武修文 | 武修文 | 武修文 | 武修文 | 武修文 |  |  | 完顏萍 | 完顏萍 | 完顏萍 | 完顏萍 | 完顏萍 | 完顏萍 |  |  |
|        |        |        |        | 郭破虜 | 郭破虜 | 郭破虜 | 郭破虜 | 郭破虜 | 郭破虜 |      |      | 郭襄 | 郭襄 | 郭襄 | 郭襄 | 郭襄   | 郭襄   |        |        | 郭芙   | 郭芙   | 郭芙 | 郭芙 | 郭芙   | 郭芙   |        |        | 耶律齐 | 耶律齐 | 耶律齐 | 耶律齐 | 耶律齐   | 耶律齐   |          |          | 耶律燕   | 耶律燕   | 耶律燕 | 耶律燕 | 耶律燕 | 耶律燕 |  |  | 武敦儒 | 武敦儒 | 武敦儒 | 武敦儒 | 武敦儒 | 武敦儒 |  |  | 武修文 | 武修文 | 武修文 | 武修文 | 武修文 | 武修文 |  |  | 完顏萍 | 完顏萍 | 完顏萍 | 完顏萍 | 完顏萍 | 完顏萍 |  |  |

### 楊康和穆念慈家族
| 杨再兴 |        |        |        |        |        |      |      |        |        |        |        |                               |        |        |        |          |          |          |          |          |          |  |  |        |        |        |        |        |        |  |  |      |      |      |      |      |      |
|        |        |        |        |        |        |      |      |        |        |        |        |                               |        |        |        |          |          |          |          |          |          |  |  |        |        |        |        |        |        |  |  |      |      |      |      |      |      |
|        |        |        |        |        |        |      |      |        |        |        |        |                               |        |        |        |          |          |          |          |          |          |  |  |        |        |        |        |        |        |  |  |      |      |      |      |      |      |
| 楊鐵心 | 楊鐵心 | 楊鐵心 | 楊鐵心 | 楊鐵心 | 楊鐵心 |      |      | 包惜弱 | 包惜弱 | 包惜弱 | 包惜弱 | 包惜弱                        | 包惜弱 |        |        | 完顏洪烈 | 完顏洪烈 | 完顏洪烈 | 完顏洪烈 | 完顏洪烈 | 完顏洪烈 |  |  |        |        |        |        |        |        |  |  |      |      |      |      |      |      |
| 楊鐵心 | 楊鐵心 | 楊鐵心 | 楊鐵心 | 楊鐵心 | 楊鐵心 |      |      | 包惜弱 | 包惜弱 | 包惜弱 | 包惜弱 | 包惜弱                        | 包惜弱 |        |        | 完顏洪烈 | 完顏洪烈 | 完顏洪烈 | 完顏洪烈 | 完顏洪烈 | 完顏洪烈 |  |  |        |        |        |        |        |        |  |  |      |      |      |      |      |      |
|        |        |        |        |        |        |      |      |        |        |        |        |                               |        |        |        |          |          |          |          |          |          |  |  |        |        |        |        |        |        |  |  |      |      |      |      |      |      |
|        |        |        |        | 楊康   | 楊康   | 楊康 | 楊康 | 楊康   | 楊康   |        |        | 穆念慈                        | 穆念慈 | 穆念慈 | 穆念慈 | 穆念慈   | 穆念慈   |          |          |          |          |  |  |        |        |        |        |        |        |  |  |      |      |      |      |      |      |
|        |        |        |        | 楊康   | 楊康   | 楊康 | 楊康 | 楊康   | 楊康   |        |        | 穆念慈                        | 穆念慈 | 穆念慈 | 穆念慈 | 穆念慈   | 穆念慈   |          |          |          |          |  |  |        |        |        |        |        |        |  |  |      |      |      |      |      |      |
|        |        |        |        |        |        |      |      |        |        |        |        |                               |        |        |        |          |          |          |          |          |          |  |  |        |        |        |        |        |        |  |  |      |      |      |      |      |      |
|        |        |        |        |        |        |      |      | 杨过   | 杨过   | 杨过   | 杨过   | 杨过                          | 杨过   |        |        | 小龍女   | 小龍女   | 小龍女   | 小龍女   | 小龍女   | 小龍女   |  |  | 耶律齐 | 耶律齐 | 耶律齐 | 耶律齐 | 耶律齐 | 耶律齐 |  |  | 郭芙 | 郭芙 | 郭芙 | 郭芙 | 郭芙 | 郭芙 |
|        |        |        |        |        |        |      |      | 杨过   | 杨过   | 杨过   | 杨过   | 杨过                          | 杨过   |        |        | 小龍女   | 小龍女   | 小龍女   | 小龍女   | 小龍女   | 小龍女   |  |  | 耶律齐 | 耶律齐 | 耶律齐 | 耶律齐 | 耶律齐 | 耶律齐 |  |  | 郭芙 | 郭芙 | 郭芙 | 郭芙 | 郭芙 | 郭芙 |
|        |        |        |        |        |        |      |      |        |        |        |        |                               |        |        |        |          |          |          |          |          |          |  |  |        |        |        |        |        |        |  |  |      |      |      |      |      |      |
|        |        |        |        |        |        |      |      |        |        |        |        |                               |        |        |        |          |          |          |          |          |          |  |  |        |        |        |        |        |        |  |  |      |      |      |      |      |      |
|        |        |        |        |        |        |      |      |        |        |        |        |                               |        |        |        |          |          |          |          |          |          |  |  |        |        |        |        |        |        |  |  |      |      |      |      |      |      |
|        |        |        |        |        |        |      |      |        |        |        |        | 黄衫女子 （應為楊過夫婦後人） |        |        |        |          |          |          |          |          |          |  |  |        |        |        |        |        |        |  |  |      |      |      |      |      |      |